# 马诺佩洛
马诺佩洛（義大利語：Manoppello），是意大利佩斯卡拉省的一个市镇。总面积39平方公里，人口6928人，人口密度177.6人/平方公里（2009年）。ISTAT代码为068022。